# Xã Dover, Quận Pocahontas, Iowa
Xã Dover (tiếng Anh: Dover Township) là một xã thuộc quận Pocahontas, tiểu bang Iowa, Hoa Kỳ. Năm 2010, dân số của xã này là 188 người.